# AdVenture Capitalist
AdVenture Capitalist è un videogioco incrementale free-to-play sviluppato e pubblicato dalla Hyper Hippo Productions.

## Modalità di gioco
Il videogioco è un classico gioco incrementale, clicker game o idle game (letteralmente "gioco pigro") , in cui non c'è una trama precisa e la modalità di gioco si riduce semplicemente a cliccare  per ottenere degli "upgrade" (miglioramenti) per i propri investimenti che renderanno i medesimi più profittevoli facendo guadagnare al videogiocatore ancora più soldi da investire in ulteriori miglioramenti.
Esistono tre aree di gioco: Terra, Luna e Marte. Il giocatore inizia sulla Terra con un singolo investimento: una stand di limonata; toccandola (cliccandoci sopra con il mouse nel caso del PC o con il proprio dito nelle versioni per Android e iOS), si viene prima premiati con dei soldi dopo poco tempo. Quando si guadagna abbastanza denaro, è possibile acquistare più banchi, moltiplicando i profitti dell'investimento. Con l'aumentare dei guadagni è possibile acquistare diversi investimenti sempre più redditizi (ma che richiedono più tempo per generare profitti) e assumere dei manager che gestiranno le attività in automatico senza che il videogiocatore debba cliccarci sopra, generando guadagni in continuazione anche quando il gioco è inattivo o offline. Gli aggiornamenti possono essere acquistati per aggiungere moltiplicatori a qualsiasi investimento.
Quando il giocatore raggiunge 1 trilione di dollari sulla Terra, può iniziare a investire in una nuova area. Una volta investito, un'area si sbloccherà in 72 ore, ma il processo può essere accelerato utilizzando pubblicità video, investitori angelici, mega dollari (mega bucks) o oro. L'oro può essere acquistato tramite acquisti in-app con denaro reale e può essere utilizzato per scopi come guadagnare investitori angelici senza reimpostare, guadagnare immediatamente denaro per un giorno di inattività e altro ancora. I Mega Dollari vengono acquistati a partire da un quintiliardo (1033, in lingua inglese noto però come 1 decillion in quanto negli Stati Uniti e nel mondo anglosassone vi sono differenze nell'ordine di grandezza dei numeri)  di valuta di un'area e il loro prezzo viene moltiplicato al momento dell'acquisto per un incremento fisso (il gioco lo descrive come inflazione). Quando il giocatore ha 10 mega dollari, può acquistare un biglietto d'oro, che se utilizzato su un singolo investimento aumenta i suoi profitti in modo permanente di × 7,77. Dopo aver potenziato un intero pianeta, si otterrà un ulteriore aumento di × 10, che si aggiunge (non moltiplica) a un moltiplicatore × 17,77. Questo moltiplicatore può essere ulteriormente aggiornato utilizzando mega dollari.
Dall'ottobre 2015, i giocatori possono anche partecipare a un evento speciale a tempo limitato, di solito durante le vacanze e altri eventi annuali, come Halloween o il Black Friday. Si verificano una volta al mese per diversi giorni. Questi eventi sono a tema come le tre aree, con il proprio set di attività e aggiornamenti, ma sono disponibili solo durante l'evento. Se un giocatore raggiunge almeno uno degli obiettivi di quell'evento, riceverà un badge mostrato nella pagina "Swag & Stats". Man mano che il giocatore avanza in alcuni eventi, può acquisire oro gratuito o mega dollari in base a sblocchi, anche un badge speciale che fornisce boost specifici per l'investimento quando equipaggiato. Gli eventi si riciclano, quindi se un giocatore ha perso un evento passato, avrà una seconda opportunità per completare i compiti. In genere, questi eventi durano da tre giorni a una settimana.
Dall'aggiornamento di The Love Of Money, la sezione "Swag & Stats" è stata ribattezzata "Carriera", insieme all'opzione per il giocatore di rendere femminile il proprio personaggio (che altrimenti è di sesso maschile di default).

## Accoglienza
| Testata                         | Versione | Giudizio |
| ------------------------------- | -------- | -------- |
| Metacritic (media al 19-1-2020) | PS4      | 4,2/10   |
| Metacritic (media al 19-1-2020) | iOS      | 6,0/10   |
| Metacritic (media al 19-1-2020) | PC       | 6,0/10   |
| Pocket Gamer                    | -        | 3/10     |
| 148Apps                         | -        | 3.5/5    |
| Push Square                     | -        | 6.3/10   |

AdVenture Capitalist ha ricevuto recensioni per lo più negative o contrastanti da parte della critica. Pocket Gamer ha criticato il gioco per aver dato una piccola ricompensa per i progressi e ha dichiarato che i risultati sono stati noiosi. La recensione ha anche trovato gli acquisti in-app troppo costosi, definendo il gioco "una inutile perdita di tempo" e "non proprio un'avventura". Una recensione di 148Apps aveva opinioni simili, definendo il gioco "ottimista" ma "una perdita di tempo".

## AdVenture Communist
AdVenture Communist è uno spin-off di AdVenture Capitalist, pubblicato su Steam il 10 agosto 2016. L'obiettivo del gioco è gestire uno Stato comunista fittizio e diventare più potente acquistando diverse produzioni che permettono di ottenere diverse risorse. Nello specifico, vi sono 5 settori produttivi che generano altrettante valute: patate, terra, minerale, militare e placebo. Queste diverse valute devono essere gestite separatamente, ad eccezione del fatto che tutto costa "compagni" (che si riforniscono automaticamente) indipendentemente dal settore. Al 2 dicembre 2018, il gioco ha oltre cinque milioni di installazioni su tutte le piattaforme.

### Accoglienza
Adventure Communist ha ricevuto recensioni generalmente positive, ma è stato criticato per essere troppo simile al suo predecessore e per la presenza eccessiva di microtransazioni. Edamame Reviews ha assegnato al titolo un voto di 8,8/10, asserendo che esso è "fantastico" (awesome). Al 19 gennaio 2020, sulla piattaforma Steam sono presenti 3.919 recensioni che assegnano al gioco un voto "nella media".